# Рябов Олексій Пантелеймонович
Олексі́й Пантелеймо́нович Ря́бов (*5 (17) березня 1899, Харків — †18 грудня 1955, Київ) — український композитор, скрипаль і диригент, заслужений діяч мистецтв УРСР (1951).

## Життєпис
Народився 5 (17 березня) 1899 у Харкові. 1918 року закінчив Харківську консерваторію. Від 1919 року працював скрипалем-концертмейстром і диригентом у різних містах СРСР.
У 1929–1941 роках диригент Першої державної української музичної комедії. Постановки: "Циган-барон", "Запорожець за Дунаєм", "Метіс", "Наталка-Полтавка", "Оксана", "Три четверті людини", "Сухий закон", Спеціально для Харківського театру музичної комедії написав музику до вистав:"Дружня горка", "Три четверті людини", "Сухий закон", "Сорочинський ярмарок", "Весілля в Малинівці", "Майська ніч", "Коломбіна". 
Від 1941 року — диригент Київського театру музичної комедії, на будинку якого по Великій Васильківській вулиці, 53 встановлено меморіальну дошку.
Помер 18 грудня 1955 року. Похований в Києві на Байковому кладовищі.

## Твори
Автор понад 20 оперет і музичних комедій. Серед інших:
- «Зорі екрана»,
- «Майська ніч»,
- «Сорочинський ярмарок» (1936),
- «Шумить Дніпро»,
- «Чудовий край» (1950),
- «Червона калина» (1954),
- найпопулярніша — «Весілля в Малинівці» (1938).

Крім того, концерт для скрипки з оркестром, симфонія, струнний квартет.